# Kokkinopylia
Kokkinopylia är en ort i Grekland.   Den ligger i prefekturen Nomós Aitolías kai Akarnanías och regionen Västra Grekland, i den centrala delen av landet, 210 km väster om huvudstaden Aten. Kokkinopylia ligger 133 meter över havet och antalet invånare är 190.
Terrängen runt Kokkinopylia är kuperad åt nordost, men åt sydväst är den platt. Runt Kokkinopylia är det ganska tätbefolkat, med 86 invånare per kvadratkilometer. Närmaste större samhälle är Agrínio, 2,5 km väster om Kokkinopylia. Trakten runt Kokkinopylia består till största delen av jordbruksmark.